# Баймерштеттен
Баймерштеттен (нім. Beimerstetten) — громада в Німеччині, знаходиться в землі Баден-Вюртемберг. Підпорядковується адміністративному округу Тюбінген. Входить до складу району Альб-Дунай.
Площа — 14,33 км2. Населення становить 2511 ос. (станом на 31 грудня 2020).